# Pomponi Bas (cònsol 211)
Pomponi Bas (en llatí Pomponius Bassus) va ser un magistrat romà del segle ii. Formava part de la gens Pompònia.
Va ser nomenat cònsol suposadament l'any 211 sota Septimi Sever. Més endavant, sota Elegàbal, l'emperador es va enamorar de la dona de Pomponi Bas, Ànnia Faustina, i el va fer matar per casar-se després amb la vídua (221), encara que sembla que aquest matrimoni va durar molt poc.
Probablement era el fill d'un Bas que va ser governador de Mísia (o Mèsia).